# Ambrosini SAI.207
Амброзини SAI.207 (итал. Ambrosini SAI.207) — лёгкий истребитель-перехватчик, разработанный в Италии во время Второй мировой войны. Представлял собой моноплан — низкоплан с убирающимся шасси, полностью построенный из древесины.
Оснащался 750-сильным двигателем Isotta Fraschini Delta. Выпущен партией в 12 предсерийных самолётов.

## Разработка и история
В 1930-х годах во многих странах изучали возможность создания лёгкого истребителя, изготовленного из нестратегических и легко доступных материалов (особенно — из дерева), оснащённых двигателями средней мощности. Требовалось иметь возможность строить дешёвые и простые в производстве самолёты, способные в случае острой военной необходимости заменить более мощные и дорогие самолёты, которых могло уже не хватать.

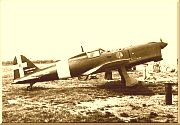

В 1940 году в Италии конструктор Сергио Стефанутти подумал о переоснащении двухместного спортивного/гоночного самолёта SAI.7 двигателем Isotta Fraschini Gamma RC.35 мощностью 540 л. с., который заменял более слабый двигатель в 240 л. с. Стеффанути спроектировал самолёт так, чтобы он имел лёгкую конструкцию и лёгкое вооружение, что позволяло использовать двигатель с меньшей мощностью без чрезмерного понижения характеристик самолёта.
От SAI.107 достался более мощный двигатель Isotta Fraschini Delta RC.40 мощностью 750 л. с., который позволял достигнуть скорости в 625 км/ч в горизонтальном полете и 930 км/ч в пикировании. Вооружение также было усилено, хотя и всё ещё недостаточно для эффективного уничтожения самолётов того периода (два Breda-SAFAT калибра 12,7 мм в фюзеляже).
Тем не менее, в сравнении с прошлой моделью получившийся самолёт имел худшие управляемость и скорость взлёта.
Ещё два прототипа истребителей были построены из SAI.107, как SAI.207, впервые поднявшись в воздух весной 1941 и 1942 годов.

## Конструкция

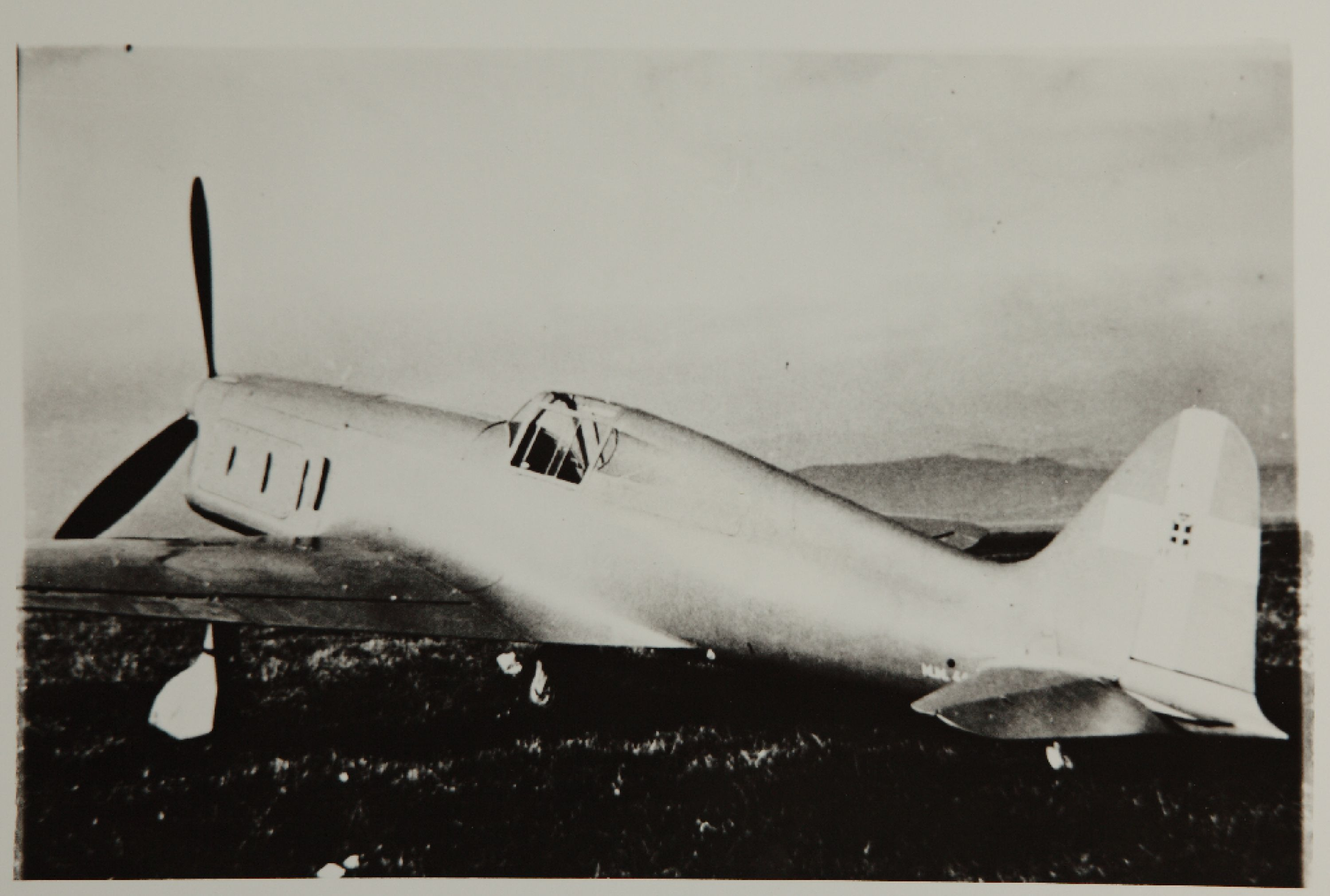

SAI.207 представлял собой одноместный низкорамный моноплан с обычной ходовой частью с хвостовым колесом, разработанный на основе Ambrosini SAI.7. Его лёгкая деревянная конструкция в сочетании с инвертированным V-образным двигателем Isotta-Fraschini Delta R.C.40 мощностью 560 кВт (751 л. с.), с центральным воздухозаборником охлаждающего воздуха, обеспечивали большу́ю скорость и маневренность. Вооружение не изменилось.
Во время полётов производительность SAI.207 была впечатляющей. Прототип достигал скорости 580 км/ч и более 800 км/ч при пикировании. Вскоре Министерство аэронавтики разместило производственный заказ на 2000 машин, а также опытную партию из 12 самолётов для эксплуатационных испытаний. Все они не смогли сразу взлететь, так как требовали ремонта — деревянные части фюзеляжа и крыльев пострадали во время перевозки.
Только два самолёта (Модель MM.8425 и Модель ММ.8433), перелетев на юг, приняли участие в боях. Ещё два самолёта были разобраны и упакованы для дальней перевозки, по непроверенным данным заказчиком была Япония. На этом история самолёта завершилась, большая часть машин была разобрана уже в 1946 году.

## Тактико-технические характеристики
Технические характеристики
- Экипаж: 1
- Длина: 8,20 м
- Размах крыла: 9,00 м
- Высота: 2,40 м
- Площадь крыла: 13,90 м2
- Масса пустого: 1 750 кг
- Максимальная взлётная масса: 2 415 кг
- Силовая установка: 1 × воздушных Isotta Fraschini Delta RC.4, перевёрнутый V12 с воздушным охлаждением
- Мощность двигателей: 1 × 750 л.с. (1 × 560 кВт)

Лётные характеристики
- Максимальная скорость: 625 км/ч
- Крейсерская скорость: 504 км/ч
- Практическая дальность: 850 км
- Практический потолок: 12 000 м
- Скороподъёмность: 800 м/мин

Вооружение
- Стрелково-пушечное: 2 × 12,7 мм Breda-SAFAT

## Эксплуатанты
Королевство Италии (1861—1946)
- Королевские ВВС Италии (Regia Aeronautica)

 Итальянская социальная республика:
- Республиканская Национальная Авиация (ит. Aeronautica Nazionale Repubblicana)

## Самолёт в массовой культуре

### В сувенирной и игровой индустрии
Известны модели самолёта, выпускаемые следующими фирмами:
- RS Models #92036 и 92157 1:72 (с 2008 года)[5]
- LF Models #7218 1:72